# Виеситский край
Вие́ситский край (латыш. Viesītes novads) — бывшая административно-территориальная единица на юго-востоке Латвии в области Селия. Край состоял из четырёх волостей и города Виесите, который являлся центром края.
Граничил с Неретским, Яунелгавским, Салским, Екабпилсским, Акнистским краями Латвии и Паневежским уездом Литвы.
Население на 1 января 2010 года составляло 4614 человек. Площадь края — 650,5 км².
Край был образован 1 июля 2009 года из части упразднённого Екабпилсского района.
В 2021 году в результате новой административно-территориальной реформы Виеситский край был упразднён, а его волости и город Виесите вошли в состав обновлённого Екабпилсского края.

## Национальный состав
Национальный состав населения края по итогам переписи населения Латвии 2011 года был распределён таким образом:
| Национальность | Численность, чел. (2011) | %        |
| -------------- | ------------------------ | -------- |
| Латыши         | 3354                     | 81,15 %  |
| Русские        | 442                      | 10,69 %  |
| Литовцы        | 167                      | 4,04 %   |
| Белорусы       | 78                       | 1,89 %   |
| Украинцы       | 28                       | 0,68 %   |
| Поляки         | 51                       | 1,23 %   |
| Другие         | 13                       | 0,31 %   |
| всего          | 4133                     | 100,00 % |

## Территориальное деление
- город Виесите (латыш. Viesītes pilsēta)
- Виеситская волость (латыш. Viesītes pagasts), центр — Виесите
- Ритская волость (латыш. Rites pagasts), центр — Цирули
- Саукская волость (латыш. Saukas pagasts), центр — Лоне
- Элкшнинская волость (латыш. Elkšņu pagasts), центр — Элкшни